# Novaci (Noord-Macedonië)
Novatsi (Macedonisch: Новаци) is een gemeente in Noord-Macedonië.
Novatsi telt 3549 inwoners (2002). De oppervlakte bedraagt 753,53 km², de bevolkingsdichtheid is 4,7 inwoners per km².